# ユーフノフ
座標: 北緯54度44分39.84秒 東経35度13分46.92秒 / 北緯54.7444000度 東経35.2297000度

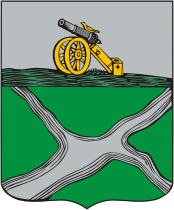
ユーフノフの紋章

ユーフノフ（ユフノフ、ロシア語: Юхнов́; Yukhnov）は、ロシア連邦のカルーガ州にある町。人口は6,610人（2021年）。モスクワの南西150キロメートル、州都カルーガの北西85キロメートルに位置し、最寄の都市は33キロメートル離れたモサリスク。オカ川の支流ウグラ川の右岸に町が広がる。

## 歴史

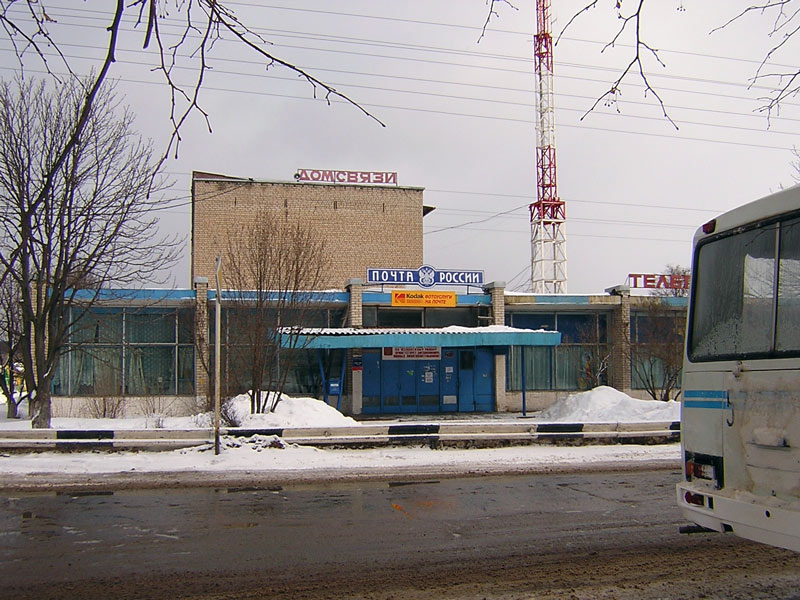
ユーフノフの風景

ユーフノフは、最初にこの地に入植したというユーフナという人物の名に由来するとされる。1410年には修道院の所在地としてユーフノフという地名が記録に登場している。後に修道院はモスクワ大公国の南部国境であるウグラ川を守る要塞となった。ロシア・ポーランド戦争中の1611年にはポーランド・リトアニア軍に蹂躙され破壊されたが、1633年までに修道院は再建され、18世紀には石造建築に建て直された。
1777年、エカチェリーナ2世の地方行政改革でユーフノフは市となった。ユーフノフは市場町として重要であり、1796年から1922年までスモレンスク県の一部であった。1921年には大火に遭っている。この大火と、第二次世界大戦でのドイツ国防軍とソビエト赤軍との激戦により、古い建物はほとんど残っていない。

## 交通・産業
国道A101号線が通り、カルーガ・ヴャジマ間の鉄道にも近い。産業は食品工業、製材業、軽工業が中心であり規模は小さい。付近は農業地帯である。